# Lili Boulanger
Lili Boulanger (født 21. august 1893, død 15. marts 1918) var en fransk komponist. Hun skrev bl.a. korværker med orkester, to symfoniske digte, adskillige sange samt stykker for klaver, violin og fløjte. Som den første kvinde vandt hun i 1913 Pariserkonservatoriets Prix de Rome for kantaten Faust et Hélène. Blandt hendes kompositioner kan i øvrigt fremhæves de tre værker for soli, kor og orkester Psaume 24, Psaume 129 og Psaume 130 med tekster fra gammeltestamentlige salmer, korværket Vieille prière bouddhique, de to symfoniske digte (eller klavertrioer) D’un matin de printemps og D’un soir triste og en sangcyklus Clairières dans le ciel. Hendes sidste fuldførte værk var Pie Jesu for sopran, strygekvartet, harpe og orgel, som hun dikterede til sin behjælpelige storesøster, komponisten og musikpædagogen Nadia Boulanger. Efter langvarig sygdom døde Lili Boulanger som 24-årig og efterlod sig en del ufuldendte værker, herunder operaen La Princesse Maleine med libretto af Maurice Maeterlinck. 